# 捕虏岩

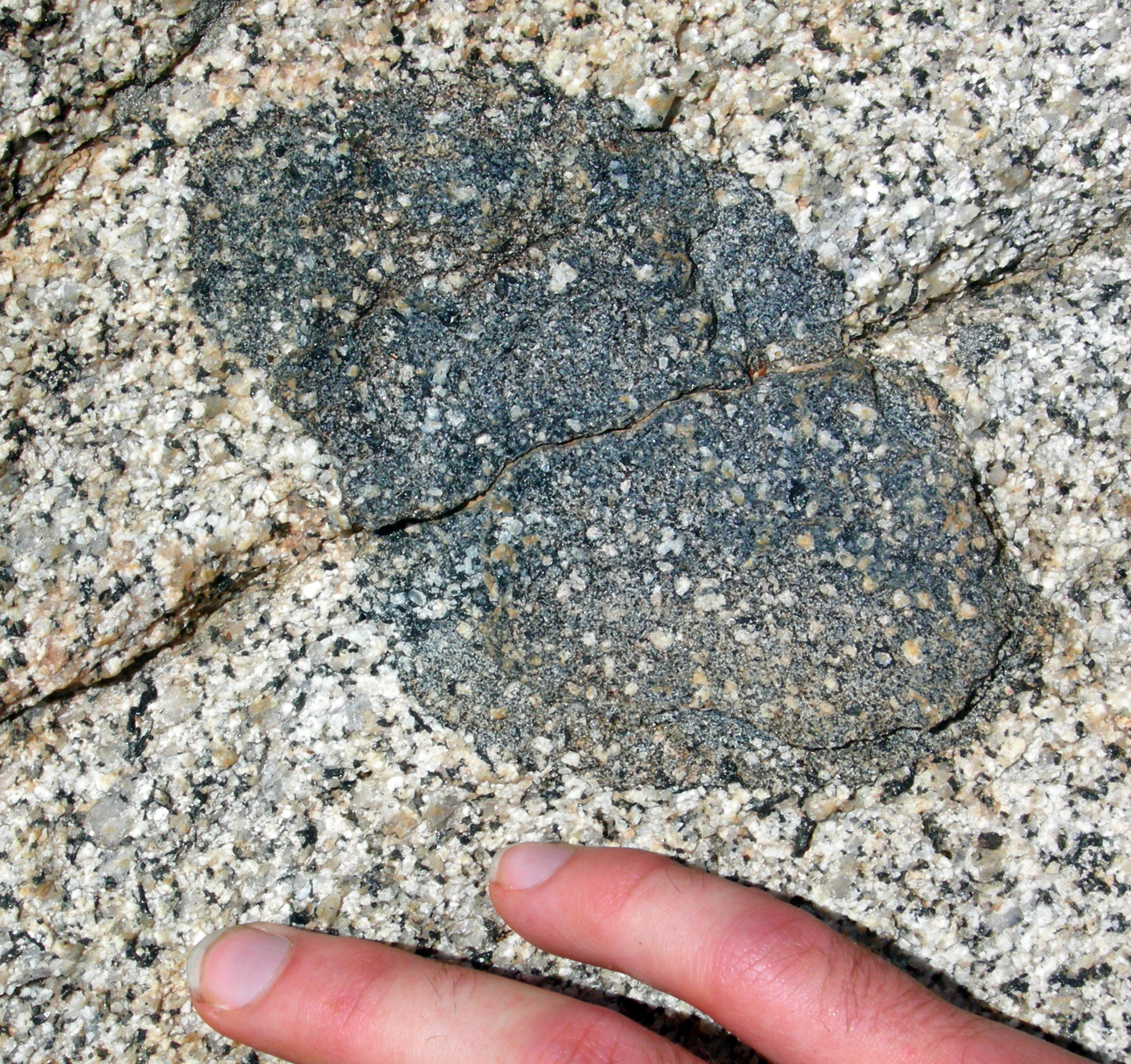
捕虏岩的一种

捕虏岩（英語：Xenolith）又稱捕獲岩或擄獲岩，是一种岩石碎片，被上升的岩浆從周圍岩壁捕虏、隨著岩浆上湧到地殼，變成該岩浆冷卻後形成的火成岩中包裹体。捕虏岩礦物組成一般與包裹它的火成岩不一樣。
研究捕虏岩可得知有关地幔组成的資料。玄武岩、金伯利岩、菱镁矿和斑岩等，它们原產于上地幔，通常含有捕虏岩，例如玄武岩中的純橄榄岩（英語：dunite）、橄榄岩（英語：peridotite）和尖晶二辉橄榄岩（英語：spinel lherzolite）的捕虏岩就是代表在原地幔的岩石。